# Islamofascisme
L'« islamofascisme » (auquel il est également fait référence sous les termes « nazislamisme »,, « fascisme islamique », « fascisme vert », « fascislamisme ») est un néologisme popularisé par les néoconservateurs américains au cours des années 1990. Ce mot est un terme controversé, qui fait référence « à l'utilisation de la foi en l'islam comme couverture pour la promotion d'une idéologie totalitaire », similaire à celle des « mouvements fascistes européens du début du XXe siècle ».
Pour le politologue Jean-Yves Camus, le terme « nazislamisme », comme celui d'« islamo-fascisme » est dénué de « pertinence scientifique », et a un caractère purement polémique.

## Apparition du néologisme
L'expression (sous la forme « fascisme islamique ») est employée pour la première fois en 1933 par un journaliste indien Akhtar Husain (en), alors âgé de 21 ans, dans une attaque contre Mohamed Iqbal, partisan de la création du Pakistan. Selon lui, l'idée d'un Pakistan indépendant relevait d'une forme de « fascisme islamique ».
L'introduction du concept (sous l'expression de « totalitarisme néo-islamique ») est attribuée à Manfred Halpern dans son livre The Politics of Social Change in the Middle East and North Africa publié en 1963 et dans lequel il développe l'idée que les changements sociétaux et l'urbanisation croissante dans les pays musulmans mêlée à un rejet des biens matériels pourrait pousser à une nouvelle forme de « nihilisme toxique » et à un totalitarisme de la pensée.
En France, l'historien Maxime Rodinson, publie en 1978 trois articles dans le journal Le Monde dans lesquels il s'inquiète de l'apparition d'un intégrisme musulman,,. Selon Janet Afary et Kevin B. Anderson (en), Rodinson avance qu'à la suite des assauts successifs des croisés, des Mongols, des Turcs et de l'impérialisme occidental, les masses populaires ont considéré que leurs élites, liées aux étrangers, étaient dépourvues de piété traditionnelle. Le nationalisme et le socialisme importés d'Occident ont été reformulés en termes religieux, et un processus d'islamisation politique visant à imposer un ordre moral et social totalitaire assuré par l'État prend naissance dans les sociétés musulmanes.
En 1990, l'écrivaine Malise Ruthven et Christopher Hitchens popularisent le terme. Mais la véritable paternité du concept d'« islamo-fascisme » revient au philosophe tunisien Mezri Haddad. En effet, selon l’écrivain et professeur de littérature française à l’université catholique de Louvain Vincent Engel, « le terme est apparu dans les années 1990 dans la foulée du doctorat d’un universitaire tunisien, Mezri Haddad, qui dénonçait déjà en 1989 les dérives de l’idéologie islamiste ».
Après les attentats du 11 septembre 2001, le terme a été utilisé pour la première fois par le journaliste Stephen Schwartz qui décrit l'« islamofascisme » comme l'usage de la foi en l'Islam pour couvrir une idéologie totalitaire.

## Concept
Selon Malise Ruthven, qui soutient le concept, l'islamo-fascisme traduit le fait que le monde musulman et les sociétés islamiques présenteraient des difficultés particulières à institutionnaliser la diversité politique et qu'en conséquence ils se réfugieraient dans des gouvernements autoritaires où, depuis le Maroc jusqu'au Pakistan, le « fascisme islamique est la règle plutôt que l'exception ». Michel Onfray cite la révolution iranienne et le régime de Khomeini comme exemple d'émergence d'un « authentique fascisme islamiste » en Iran.
Selon Nicolas Lebourg, qui rejette le concept, ce dernier postule que l’islamisme serait un organicisme, comme les extrêmes droites européennes. Il en présente l'apparition dans les années 1990, après que les historiens spécialistes des fascismes ont étudié l’imbrication des notions de religion politique et de totalitarisme.

### Origine du lien entre l'islamisme et le fascisme
Pour les défenseurs du concept, les liens entre le nazisme et l'islamisme se sont noués dans le contexte de la politique étrangère du Troisième Reich avec le Moyen-Orient.
Pour l'historien Jeffrey Herf, les fondements de l'influence fasciste sur l'islamisme ont pour origine la propagande nazie dont le monde arabe fut la cible durant la Seconde Guerre mondiale. Pour Bassam Tibi, l'islamofascisme, qui est une réalité, est un dévoiement de l'islam dû à un « héritage intellectuel des mouvements totalitaires européens » comme le montre l'inexistence dans la tradition islamique de notions propres au totalitarisme islamiste telles qu'« État islamique » ou « Système islamique »

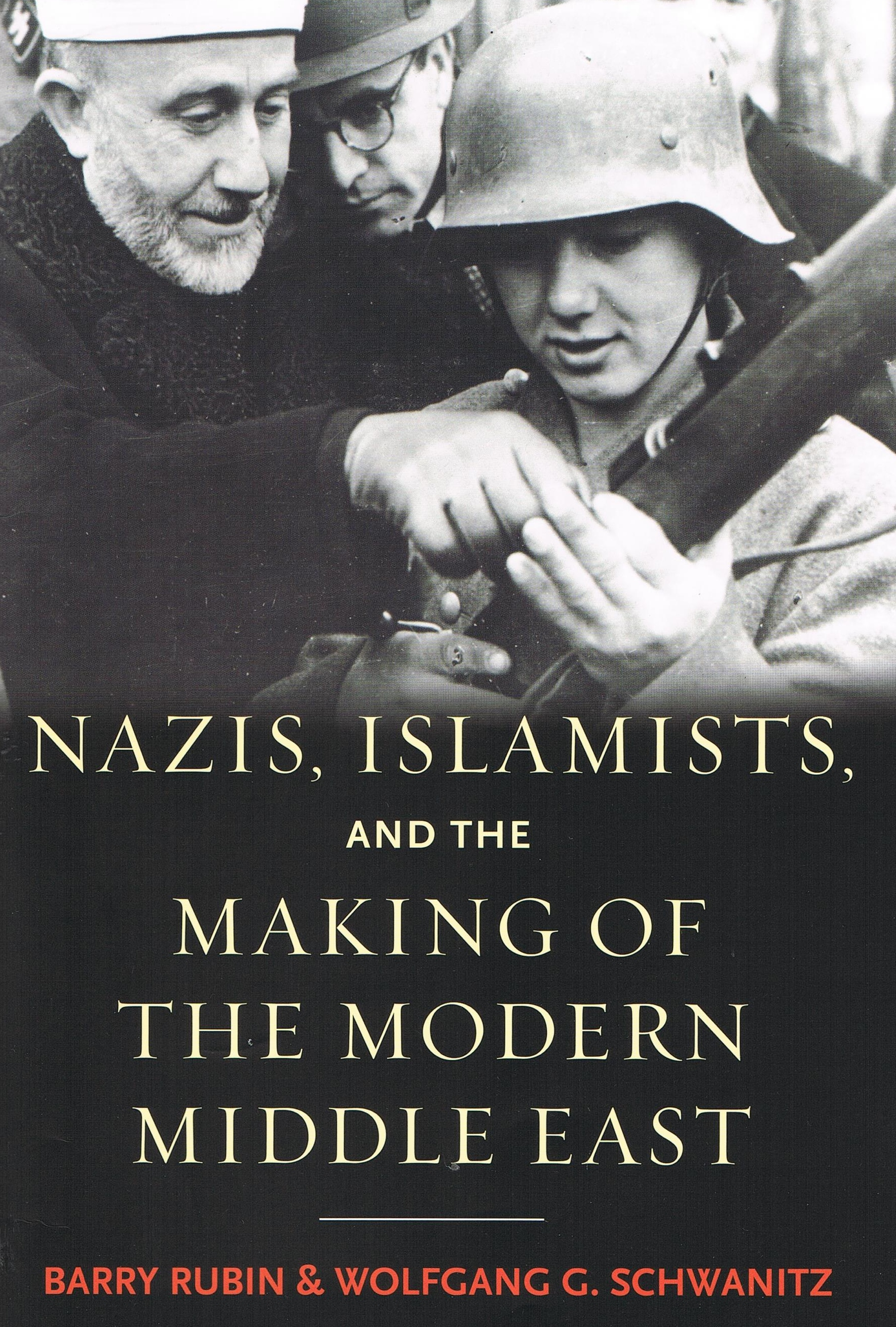
Couverture du livre Nazis, Islamists and the Making of the Modern Middle East.

Selon l'essayiste Matthias Küntzel, « il y a de nombreux indices qui prouvent la continuité de l'influence de l'idéologie nazie dans le monde arabe jusqu'à aujourd'hui. Beaucoup de caricatures antisémites arabes sont similaires à celles de l'ère nazie. Il y a de nombreuses (…) éditions de Mein Kampf (…) accompagnées d'une vénération d'Hitler. On trouve souvent [des publications] de négation de l'Holocauste (…) ou faisant la promotion [de la réalisation] d'un nouveau ».
Dans un livre poussant la thèse islamofasciste à l'extrême et basé sur des « recherches nouvelles dans les archives européennes, américaines et moyen-orientales, pour la plupart jamais discutées », les historiens Barry Rubin et Wolfgang G. Schwanitz avancent que le mufti de Jérusalem, « ami et confident d'Adolf Hitler » aurait été l'« architecte de l'Holocauste », que les Nazis auraient promu tant l'islamisme que le jihad et que cette alliance « nazislamiste » serait la base de la situation au Moyen-Orient aujourd'hui.
Selon David Mikics, cette thèse est « stupide » et cache un « agenda politique » au vu du matériel sur lequel elle s'appuie.
Pour le politologue franco-libanais Gilbert Achcar, ces liens relèvent plus du fait que le mufti de Jérusalem a occupé une place centrale dans la propagande israélienne que de leur réalité. Ils visent à « dénoncer [un] antisémitisme congénital [chez les] Arabes » et à « impliquer les Palestiniens et les Arabes dans le génocide nazi ». Joseph Simon Görlach partage cette analyse. Il souligne que l'abondante littérature liant le Mutfi au nazisme existait déjà avant 2001, dans le but de légitimer Israël face aux aspirations nationalistes palestiniennes mais qu'elle a connu un regain de popularité après 2001 dans la recherche d'arguments démontrant l'influence du nazisme sur les mouvements islamistes.

### Pertinence du concept
Dans le monde académique, parmi les commentateurs du concept, la profondeur et l'origine des liens entre l'islamisme et le fascisme sont controversées.
La philosophe et sociologue algérienne Marieme Helie Lucas note que si « les historiens puristes refusent généralement le terme fascisme, au motif que l'on ne saurait comparer deux périodes historiques, deux stades de développement économique et deux aires géographiques dissemblables », il convient de pointer ce que l'islamisme et le fascisme ont en commun par exemple le mythe des origines aryennes du nazisme ou le passé glorieux de la Rome antique pour le fascisme italien, à mettre en comparaison avec le prétendu « âge d'or de l'islam » des intégristes, ce qui légitime aux yeux de ces derniers le droit d'éliminer une partie de la population (les Juifs, les Tsiganes ou encore les homosexuels pour les premiers, les « mécréants » pour les seconds). Elle note aussi que le fascisme comme l'islamisme s'accommodent du capitalisme, ce qui expliquerait selon elle la tolérance des gouvernements occidentaux à l'égard de cette idéologie.
L'historien Nicolas Lebourg — qui considère que le concept d'islamofascisme est « vide de sens » — écrit : « Le fascisme c’est un parti-milice de masse qui veut produire un homme nouveau par un État totalitaire et la guerre impérialiste. Or, non seulement on voit bien que ça n’a guère de rapport, mais le 11 septembre et le 13 novembre ce sont des réseaux fluides, planétarisés, transnationaux qui ont frappé. Cet islamisme participe des formes de la globalisation et de la post-modernité : c’est un monstre d’aujourd’hui ». Nicolas Lebourg affirme que la notion d'islamofascisme est « rejetée par tous les historiens ».
Pour l'historien Marc Crapez, « sur le fond, la comparaison entre islamisme et fascisme semble adéquate quant au traitement brutal des opposants et à une vision du monde, Hassan al-Banna louant, par exemple, un 'système total… arbitre final de tous les aspects de la vie' ». Il estime également que si « [l]a comparaison n'est guère indiquée en ce qui concerne le fascisme comme mode de gouvernement, (…) elle semble fondée si l'on considère le fascisme comme mode de pensée ou sensibilité ».
Pour le politologue Jean-Yves Camus, spécialiste des groupes radicaux islamistes, le terme « nazislamisme », comme celui d'« islamo-fascisme » est « dénué de pertinence scientifique », et a un caractère purement polémique. Selon lui, il manque à l'islamisme « la plupart des critères sélectionnés par les experts sérieux pour caractériser le mouvement de fascisme ». Le fascisme est une idéologie de l'homme nouveau, alors que l'islamisme veut le retour à un âge d'or ; le fascisme a une image positive de la modernité (les néofascistes italiens de CasaPound se réclament du turbofascisme), alors que l'islamisme est du côté du fixisme. Le fascisme a le culte de l'État total, là où l'islamisme s'accommode très bien de l'État faible « voire, dans sa variante radicale, évacue totalement l'impératif de l'État ». L'idéologie islamiste ne prône ni une économie d'État, ni une hostilité à l'économie de marché, elle n'est pas anticonservatrice, comme dans la définition du totalitarisme de Stanley Payne. Elle ne met pas non plus en valeur une renaissance nationale sur des bases ethniques selon la définition de Roger Griffin. Jean-Yves Camus relève cependant des similitudes avec « l'idéologie d'extrême-droite » : « les partis islamistes veulent construire un État qui, bien que non ethnique, donne des droits civils différents et non égaux aux personnes en fonction de leur religion et discrimine les non-musulmans et les femmes qui, dans un "État-charia", sont des citoyens de deuxième classe ; les islamistes refusent la laïcité et sont très méfiants envers la démocratie ; ils méprisent l'Occident et ses valeurs […] ».
L'historien spécialiste de l’antisémitisme Georges Bensoussan pense que le terme « islamo-fasciste » n'est pas adapté pour qualifier l'État islamique, car le fascisme est un concept européen qui ne rend pas compte de l'aspect complètement étranger de Daech ; mais reconnait que l'idéologie totalitaire est un trait commun à la Gestapo et à l'État islamique.
Pour François-Bernard Huyghe — chercheur à l'Institut de relations internationales et stratégiques (IRIS) —, le terme d'« islamofascisme » n'est pas pertinent et nie « les énormes différences idéologiques entre fascistes et terroristes islamistes » : « Il y a d'un côté le fascisme, né avec Mussolini, qui a la volonté d'installer un pouvoir laïque, avec un chef charismatique et autoproclamé comme seul maître, de créer une nouvelle histoire en faisant briller un seul peuple du fait de sa supériorité sur les autres, dit-il. Puis de l'autre, les djihadistes de Daech qui veulent un califat islamique, avec un chef choisi par Dieu. Surtout, ils ne veulent pas créer une nouvelle ère, ils veulent justement revenir à un mode de vie datant du VIIe siècle en suivant un texte religieux. On ne peut pas faire plus opposés ».
Pour Stefan Durand, si « certains éléments du fascisme traditionnel peuvent assurément être décelés dans des mouvements fondamentalistes musulmans : la dimension paramilitaire, le sentiment d’humiliation et le culte du chef charismatique (dans une mesure toutefois relative et peu comparable avec les cultes du Duce ou du Führer) [;] toutes les autres dimensions (nationalisme expansionniste, corporatisme, bureaucratie, culte du corps…), fondamentales, du fascisme font généralement défaut ». Selon lui, la notion d'islamofascisme n'est qu'un amalgame qui a pour but de recycler la « guerre contre le terrorisme » en « guerre contre le fascisme islamique » en regroupant des organisations aussi différentes que « Al-Qaïda, les Frères musulmans, le Hamas, le Hezbollah…), faisant de ces mouvements les successeurs du nazisme et du communisme »,.
Henry Laurens renvoie dos à dos la lutte contre un islamofascisme et un anti-impérialisme, les deux naissant de moments historiques sacralisés différents : « On rencontre chez les néo-conservateurs et dans les mouvances annexes une logique de reproduction du discours antérieur. C’est ainsi qu’on a créé le concept d’« islamo-fascisme », qui permet de restaurer l’antifascisme. Il est amusant de constater que François Furet a voulu éliminer l’antifascisme de la tradition démocratique, alors qu’aujourd’hui on le reproduit avec l’islam ». Si, pour l'auteur, le fascisme est mal connu des musulmans et que ceux-ci ont « eu tendance à s’en réjouir à l’époque où il se produisait », ils ont intégré l'idée d'antifascisme et préfèrent se référer à l'impérialisme et la colonisation. Pour résumer, « Les Occidentaux, en tout cas certains d’entre eux, rejouent en permanence l’antifascisme, tandis que les autres rejouent l’anti-impérialisme, comme si on avait une compulsion de répétition qui nous renvoyait cinquante ans en arrière ».

## Usages médiatiques, politiques et littéraires
Des personnalités médiatiques (philosophes, essayistes, journalistes, hommes politiques) ont utilisé les termes d'islamofascisme ou de nazislamisme ou encore d'islamo-nazisme, ou les ont commentés.
En septembre 2006, douze intellectuels (parmi lesquels figurent notamment Bernard-Henri Lévy, Caroline Fourest ou encore Salman Rushdie) signent collectivement une tribune dans laquelle ils estiment qu'« après avoir vaincu le fascisme, le nazisme, et le stalinisme, le monde fait face à une nouvelle menace globale de type totalitaire : l’islamisme ». Le philosophe Luc Ferry s'interroge sur les origines de la haine de Daesh et de la cruauté de ses membres. Il y voit des racines « islamo-fascistes »

### Politiciens
De nombreux politiciens ont fait également usage de ce mot ou de ces concepts.
Dans les jours qui suivent les attentats du 11 septembre 2001, l'homme politique français Alain Madelin évoque le fascisme islamique.
Le philosophe Luc Ferry, le député PS Malek Boutih et le journaliste Franz-Olivier Giesbert parlent, « d'islamo-nazisme ».
En novembre 2014, le député UMP Bruno Retailleau l'avait également utilisé pour condamner les actions de l'État islamique (Daech).
En janvier 2015, après les attentats islamistes commis en région parisienne, plusieurs personnalités, à l'instar du philosophe tunisien Mezri Haddad et du député EELV Noël Mamère emploient le terme « islamofascisme » pour qualifier l'idéologie des terroristes. Réagissant à la prise d'otages du magasin Hyper Cacher de la porte de Vincennes, Robert Badinter évoque la « filiation directe entre ce qui est advenu dans l'hypermarché cacher et la barbarie nazie ».
En février 2015, après deux fusillades à Copenhague, Manuel Valls a appelé à l'unité pour « combattre l'islamo-fascisme ». En février 2015, Jack Lang, le président de l'Institut du monde arabe, réagit aux destructions massives du patrimoine culturel préislamique irakien (notamment des œuvres d'art conservées au musée de Mossoul) commises par les islamistes de l'État islamique en comparant ces exactions aux méthodes nazies ; estimant que les islamistes ont l'« ambition d’instaurer un ordre dictatorial et totalitaire : un seul chef, une seule philosophie. Tout le reste est impie, doit être massacré, dilapidé, détruit ». Le Premier ministre français Manuel Valls use en février 2015 de cette expression, déclarant : « Pour combattre cet islamo-fascisme, puisque c'est ainsi qu'il faut le nommer, l'unité doit être notre force. Il ne faut céder ni à la peur ni à la division ».
En août 2017, à la suite de l'attentat de Charlottesville en Virginie, le ministre de la Culture égyptien Helmy Al-Namnam fait le parallèle entre le takfirisme et le nazisme,.

### Littérature: essais
Éric Hazan constate en 2007 que ce terme est utilisé dès 2004 à propos des mobilisations pour le Darfour.
En 2014, l'ancien Frère musulman et politologue germano-égyptien Hamed Abdel-Samad publie un essai, Le Fascisme islamique, qui devient un best-seller en Allemagne. Il souligne l'existence de liens entre islam et fascisme, parmi lesquels l'idée de supériorité, la culture de la mort, l'idée de combat, l'idée d'ennemis intérieurs et extérieurs et enfin la déshumanisation et l'animalisation de l'ennemi.
Dans  Le Village de l'Allemand ou Le Journal des frères Schiller, l'écrivain Boualem Sansal suggère un lien entre islamisme et nazisme, qu'il juge « tout à fait démontrable ».
En 2016, la journaliste et militante féministe franco-marocaine Zineb El Rhazoui publie le livre Détruire le fascisme islamique, « texte qui s'en prend aux islamistes comme aux « collaborationnistes » français qui, selon elle, ont oublié que les musulmans ne sont pas une communauté, mais des individus ».

#### Défenseurs du néologisme
- Christopher Hitchens, Defending islamofascism. It is a valid term. Here's why. sur slate.com et sa traduction
- Pierre-André Taguieff, « Penser la menace : questions terminologiques » [archive du 12 octobre 2014] (consulté le 2 septembre 2017), Ring, 30 juin 2010.
- Matthias Küntzel, Islamism and Nazism
- Groupe Marxiste Internationaliste, D'où vient l'islamo-fascisme ?, novembre 2015.
- Interview de Marieme Hélie Lucas dans Charlie hebdo janvier 2016 : En Algérie, c’est depuis les années 1990 qu’on qualifie l’intégrisme musulman de fascisme. L’« islamo-fascisme » ou le « fascisme vert » ne sont pas des expressions inventées par l’extrême droite xénophobe, mais par les démocrates algériens combattant le FIS, le GIA et autres.
- Mouvement communiste, Islamo-fascisme : Définition, utilisation, soutiens et actions dans les entreprises et les quartiers., octobre 2016.
- Représentation du Rojava en France, Erdogan et ses islamofascistes au Rojava, novembre 2016.

#### Critiques du néologisme
- Stefan Durand, Fascisme, islam et grossiers amalgames, Le Monde diplomatique, 2006.
- Nicolas Lebourg, « «Islamo-fascisme»: après avoir mal interprété l'antisémitisme, la gauche française comprend de travers l'islam radical », sur slate.fr, 17 février 2015 (consulté le 18 février 2015)